# Oskar Lindblom
Oskar Lindblom (ur. 15 sierpnia 1996 w Gävle, Szwecja) – hokeista szwedzki, gracz ligi NHL, reprezentant Szwecji.

## Kariera klubowa
- Brynäs IF (2010 - 26.03.2016)
- Lehigh Valley Phantoms (26.03.2016 - 30.05.2017)
- Philadelphia Flyers (30.05.2017 - 
  -  Lehigh Valley Phantoms (2017 - 2018)

## Kariera reprezentacyjna
- Reprezentant Szwecji na MŚJ U-18 w 2013
- Reprezentant Szwecji na MŚJ U-18 w 2014
- Reprezentant Szwecji na MŚJ U-20 w 2015
- Reprezentant Szwecji na MŚJ U-20 w 2016

## Sukcesy
Indywidualne
- Występ w Meczu Gwiazd ligi AHL w sezonie 2017-2018